# 黑口翹嘴脂鯉
黑口翹嘴脂鯉（Pyrrhulina melanostoma），為輻鰭魚綱脂鯉目脂鯉亞目鱂脂鯉科的其一種，分布於南美洲阿根廷淡水流域，體長可達7.6公分，棲息中底層水域，生活習性不明。